# Федичев, Роман Иванович
Роман Иванович Федичев (28 ноября 1955, Дубищенский, Калужская область — 27 июля 2016, Москва) — русский писатель, один из организаторов литературного агентства «Глагол», в котором работал главным редактором, впоследствии также организовал издательство «Голос» и издательско-полиграфический центр «Глобус» (1997), в котором занимал должность директора, лауреат Всесоюзного литературного конкурса имени М. Горького. Награждён дипломом ЮНЕСКО «За выдающийся вклад в мировую культуру».

## Биография
Родился в п. Дубищенский Жиздринского района Калужской области. По окончании школы начал работать в Жиздринской районной газете «Искра», в которой опубликовал свои первые литературные заметки.
Служил в армии на советско-китайской границе, участвовал в боевых действиях, был ранен.
После прохождения военной службы учился на литературном факультете Калужского педагогического института им. Циолковского. По распределению с 1980 по 1981 год работал учителем и директором школы в селе Кошняки Износковского района. После этого поступил в Литературный институт имени А. М. Горького, который окончил в 1987 году.
С 1986 года — член Союза писателей СССР.
В 1991 году Федичев стал одним из организаторов литературного агентства «Глагол», в котором работал главным редактором, впоследствии также организовал издательство «Голос» и издательско-полиграфический центр «Глобус» (1997), в котором занимал должность директора.
Похоронен в пос. Дубищенском Жиздринского района.

## Произведения
Автор книг:
- Пейзаж со знаками. — Тула: Приокское кн. изд-во, 1985. — 183 с.
- Восьмой причал: Рассказы. — М.: Мол. гвардия, 1986. — 172+2 с.
- Журавли летят домой: повести. — Современник, 1989, — 317 с. — 30 000 экз. ISBN 5-270-00179-9
- Сезон тревог : Повести. Рассказы. — Тула : Приок. кн. изд-во, 1990. — 252 с. — ISBN 5-7639-0128-2
- Сон о белом городе: Повести. — Мол. гвардия, 1991. — 303 с. ISBN 5-235-01250-X, ISBN 9785235012509
- Проза: Избранное. — Глобус, 2005. ISBN 5-8155-0193-X

## Награды
- Лауреат Всесоюзного литературного конкурса имени М. Горького на лучшую первую книгу молодого автора (за книгу «Восьмой причал») (1986).

- Повесть «Аспид» включена в сборник Шедевры русской литературы XX века: антология в 5 т. Т. 1. — М.: «Глобус», 2010. — 752 с.

- Награждён дипломом ЮНЕСКО «За выдающийся вклад в мировую культуру»[2].